# Боковой щелчок (буква)
ǁ (боковой щелчок) — буква расширенной латиницы. Используется в МФА, а также в языках жуцъоан и нцъу, в которых обозначает звук [ǁ].

## Использование
Буква была изобретена Карлом Рихардом Лепсиусом и использовалась в его стандартном алфавите. У Лепсиуса буква имела высоту строчных латинских букв без выносных элементов, т. е. выглядела примерно как «ıı»; при этом в ранних публикациях она, по видимому, имела заглавную форму, как и другие символы для обозначения щелчков, однако, уже к 1863 году заглавные щелчки были исключены из стандартного алфавита.
В переводах Крёнлайна на языке нама буква была чуть выше, чем у Лепсиуса (по высоте примерно как t) и не имела заглавной формы.
В 1921 году в качестве символа МФА для бокового щёлкающего согласного была утверждена буква ʖ, созданная Дэниелом Джонсом. Буква ǁ официально заменила её лишь в 1989 году.